# Orden de San Benito
La Orden de San Benito (en latín: Ordo Sancti Benedicti; OSB) es una orden religiosa, perteneciente a la Iglesia católica, dedicada a la contemplación, fundada por Benito de Nursia, dictada por este a principios del siglo VI para la abadía de Montecassino.
Gracias a la expansión del monacato benedictino y sus diferentes reformas a través del tiempo, se puede decir que Benito de Nursia contribuyó decididamente a la evangelización cristiana de Europa. Razón por la cual, la Iglesia católica lo ha declarado patrón de Europa. Entre las principales reformas de la llamada Orden de San Benito se encuentran las de la rama de Cluny y la de Císter.
Después de la Reforma protestante,  el monacato fue abolido en las iglesias surgidas de ella, sin embargo, un nuevo movimiento de retorno a las fuentes ha permitido que se recupere la herencia benedictina en ellas. Así, a partir del siglo XIX se restableció la Orden benedictina en la Iglesia anglicana y más tarde en otras iglesias tradicionales de la Reforma.
Los monasterios benedictinos son autónomos, cada uno tiene su propio abad, y se reagrupan en diversas ramas o congregaciones. Sin embargo, aunque sin perder su autonomía, existe desde 1893 una Confederación Benedictina, cuya función es mantener la comunión entre los diversos monasterios autónomos, federaciones e institutos religiosos que siguen la Regla de San Benito. Actualmente son 20 las congregaciones que conforman la Orden de San Benito, incluyendo en ella a los olivetanos, camaldulenses, vallumbrosinos, y silvestrinos.

## Historia

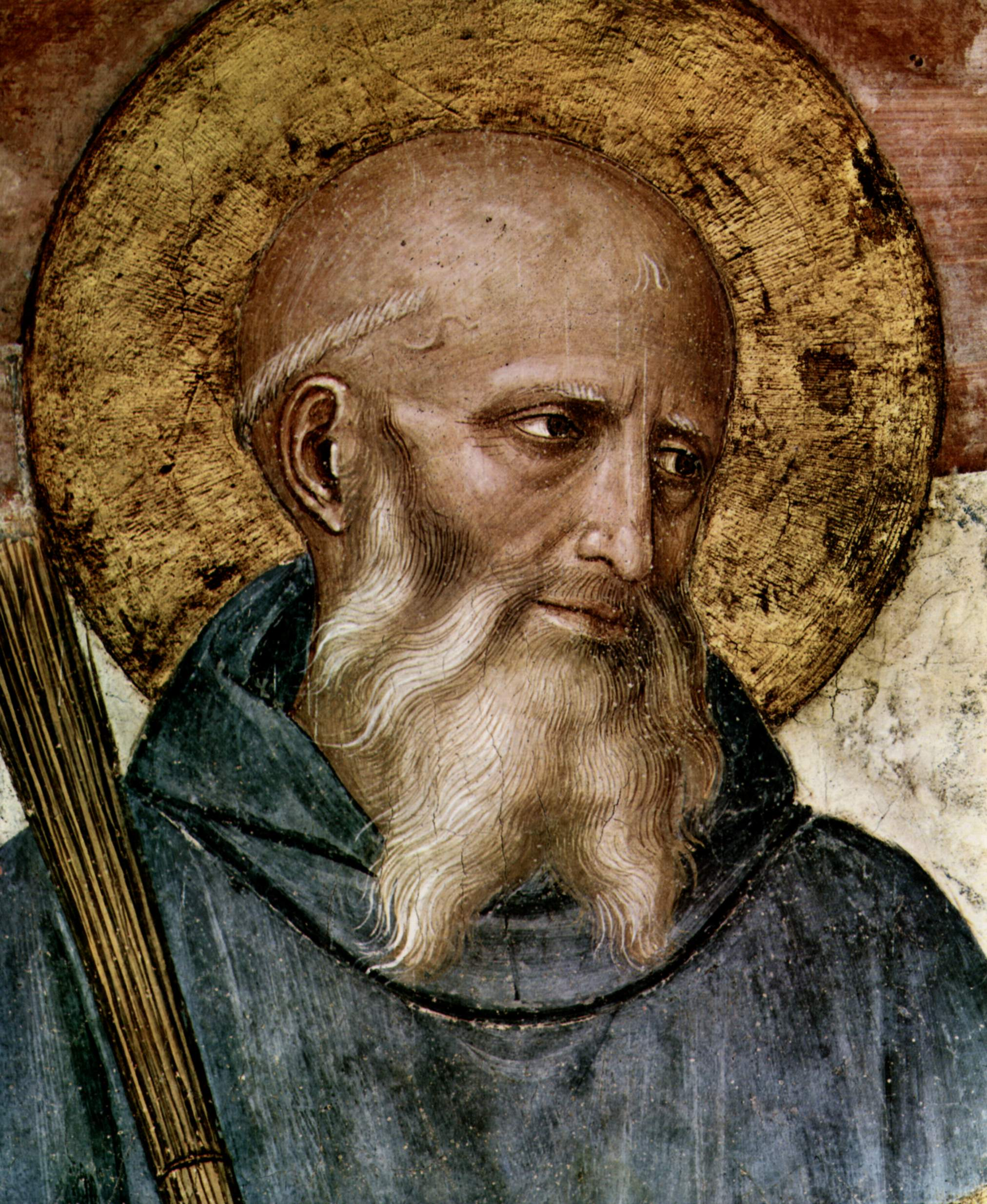
San Benito de Nursia (c. 480-543), de un detalle del fresco de Fra Angélico, Basílica de San Marco, Florencia (c. 1400-1455).

### Origen

Hábito de los monjes benedictinos.

El origen de la Orden benedictina se encuentra en las fundaciones hechas por Benito de Nursia en la localidad de Subiaco. Allí surgieron los primeros doce monasterios propiamente benedictinos, dirigidos cada uno por un propio abad, el cual tenía a su cargo su propia iglesia para la recitación del oficio litúrgico en comunidad. A la cabeza de los doce cenobios se encontraba Benito, quien además se encargaba de la formación de los futuros monjes. Más tarde, se fundaron los monasterios de Montecasino y de Terracina, ambos autónomos de los surgidos en Subiaco. Al morir Benito, en 547, deja 14 monasterios masculinos y uno femenino en Piumarola, donde se supone residía su hermana Escolástica.

### Reformas

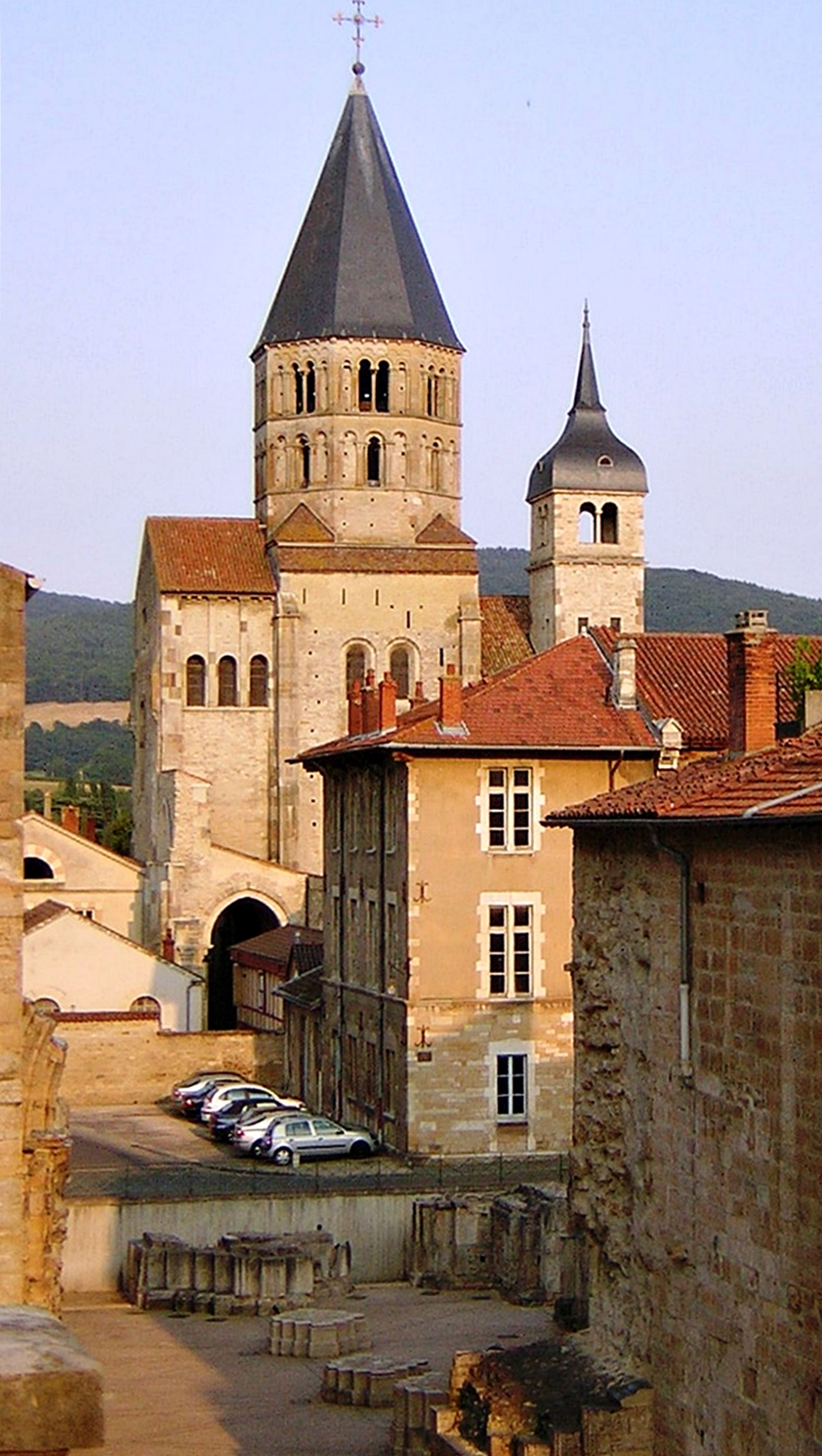
Abadía de Cluny, Francia.

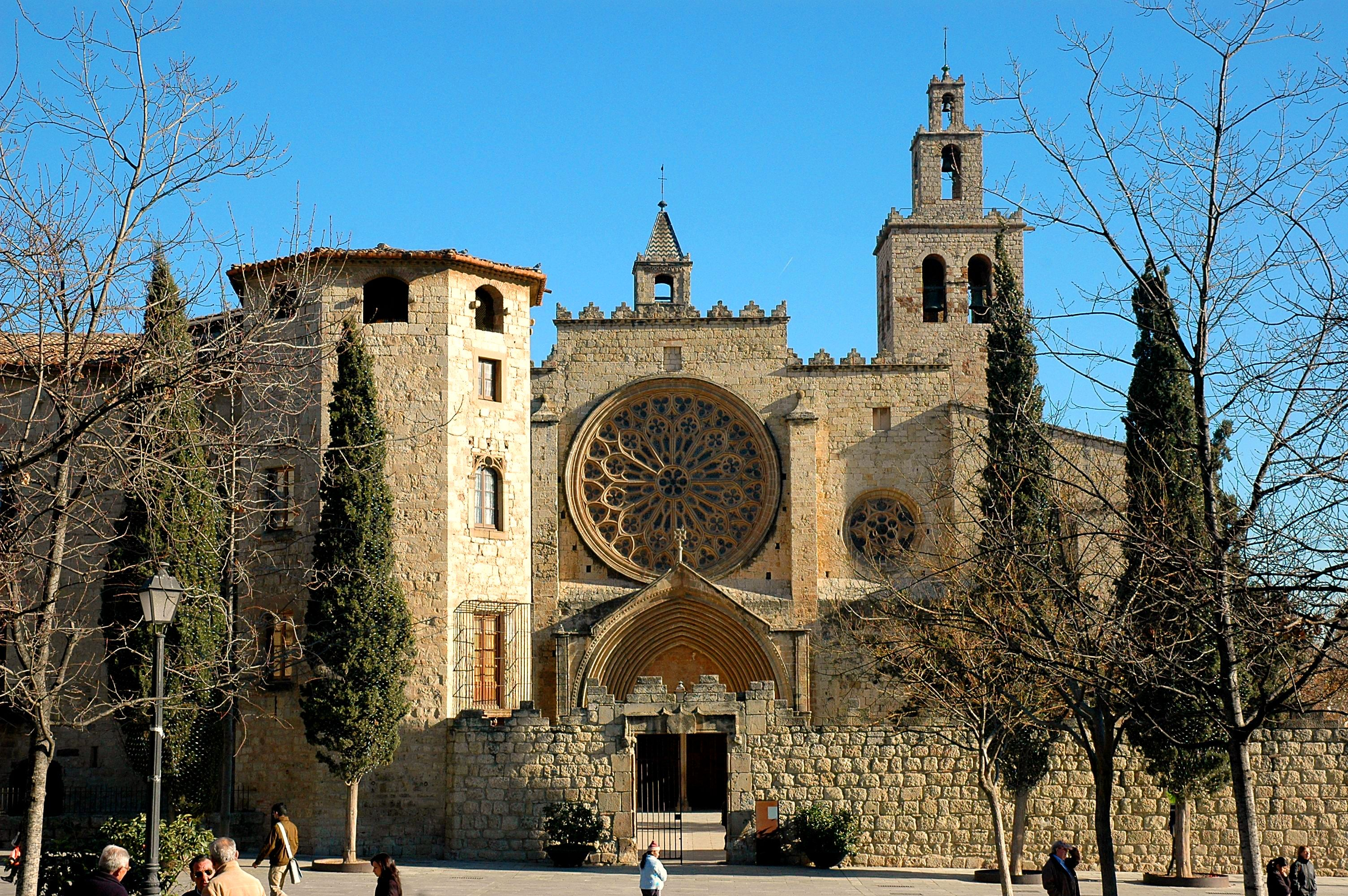
El monasterio benedictino de San Cugat del Vallés.

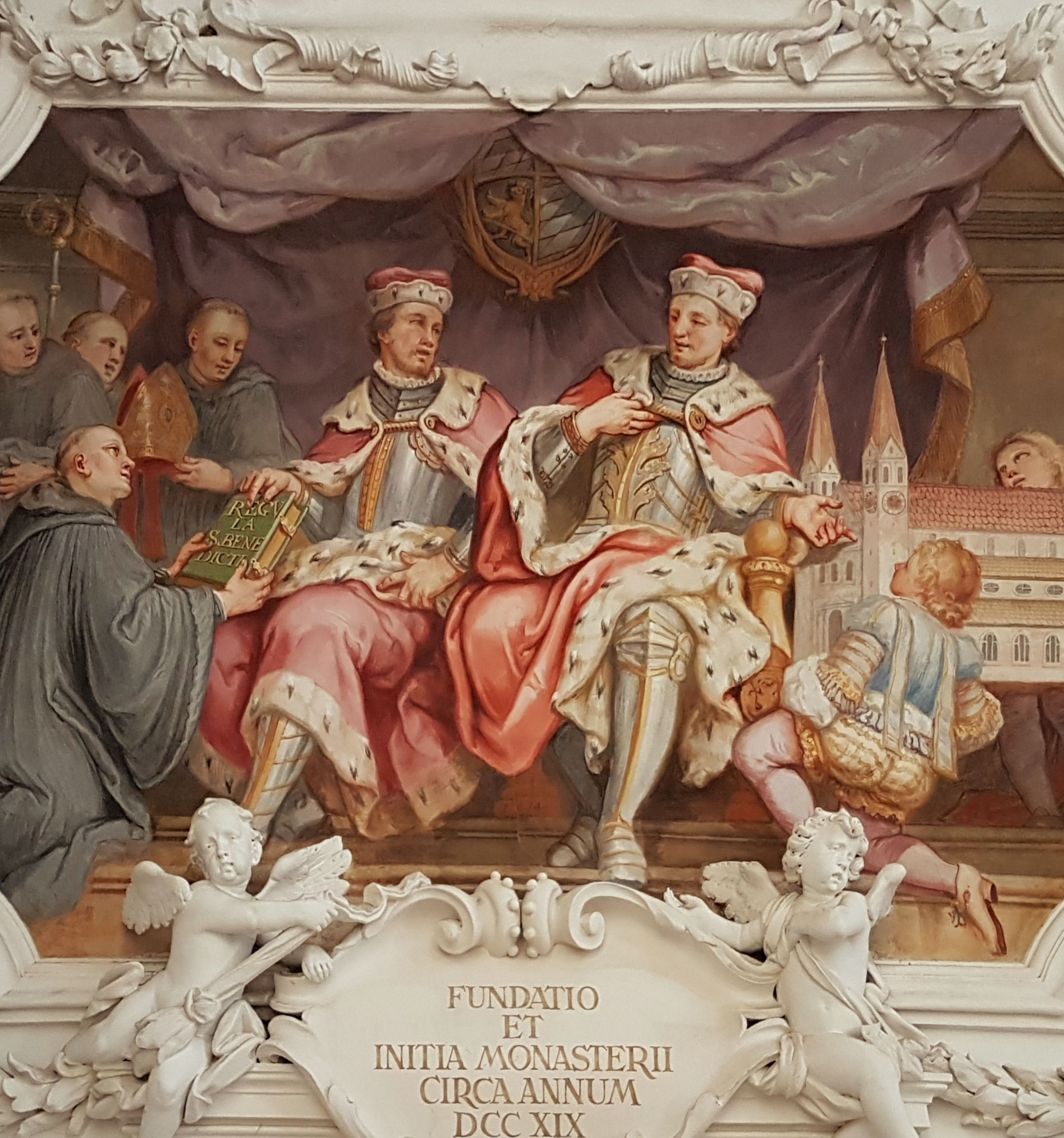
Fundación de la Abadía de Tegernsee.

Durante el transcurso de su historia, la Orden de San Benito ha sufrido numerosas reformas, debido a la eventual decadencia de la disciplina en el interior de los monasterios. La primera reforma importante fue la hecha por Odón de Cluny en el siglo X; esta reforma, llamada cluniacense, nombre proveniente de Cluny, lugar de Francia donde se fundó el primer monasterio de esta reforma, en el que Odón fue el segundo abad, llegó a tener un gran influjo, hasta el punto que durante gran parte de la Edad Media prácticamente todos los monasterios benedictinos estaban bajo el dominio de Cluny.
Los cluniacenses adquirieron gran poder económico y político, y los abades más importantes llegaron a formar parte de las cortes imperiales y papales. Varios pontífices romanos fueron benedictinos provenientes de los monasterios cluniacenses: Alejandro II, 1061-73; san Gregorio VII, 1073-85; beato Víctor III, 1086-87; beato Urbano II, 1088-99; Pascual II, 1099-1118; Gelasio II, 1118-19; y un largo etcétera.
Tanto poder adquirido llevó a la decadencia de la reforma cluniacense, que encontró una importante contraparte en la reforma cisterciense, palabra proveniente de Císter (Cîteaux en idioma francés), lugar de Francia donde se estableció el primer monasterio de esta reforma. Roberto de Molesmes, Alberico y Esteban Harding fueron los fundadores de la Abadía de Císter en 1098. Buscaban apartarse del estilo cluniacense, que había caído en la indisciplina y el relajamiento de la vida monástica. El principal objetivo de los fundadores de Císter fue imponer la práctica estricta de la Regla de San Benito y el regreso a la vida contemplativa.
El principal impulsor de esta reforma fue Bernardo de Claraval (1090-1153), discípulo de los fundadores de Cîteaux, quien había ingresado allí hacia el año 1108. Se le encargó la fundación de la Abadía de Claraval (Clairvaux, en francés), de la que fue abad durante unos 38 años, hasta su muerte. Bernardo de Claraval se convirtió en el principal consejero de los papas, y varios de sus monjes llegaron igualmente a ocupar la Sede Pontificia. Bernardo predicó también la Segunda Cruzada. Al morir había fundado 68 monasterios de su orden.
La reforma cisterciense subsiste hasta hoy como orden benedictina independiente, dividida igualmente en dos ramas: la Orden del Císter (O. Cist.) y la Orden Cisterciense de la Estricta Observancia (OCSO), también conocidos como Trapenses. Se les llama también «benedictinos blancos», debido al color de su hábito, en contraposición a los demás monjes de la Orden de San Benito, a quienes se llama «benedictinos negros».
Durante la Edad Media surgieron otras reformas importantes de la Orden Benedictina.
- La de Romualdo (fl. 1027), quien dio inicio a la reforma camaldulense. Esta reforma subsiste hasta hoy en dos ramas: la primera forma parte de Confederación Benedictina (benedictinos negros); la segunda es independiente, pero se rige igualmente por la Regla de San Benito.
- Otra reforma importante fue la emprendida por Juan Gualberto (fl. 1073), quien fundó los Benedictinos de Valle Umbrosa, por el lugar en Italia en que se construyó el primer monasterio de esta reforma. Es igualmente hoy en día una congregación de la Confederación Benedictina.
- La reforma de Silvestre (1177-1267), fundador de los Benedictinos de Montefano, que subsiste también hoy como congregación asociada a la Confederación Benedictina.
- La reforma de Bernardo Tolomei (1272-1348), que dio origen a los Benedictinos de Monte Oliveto, hoy también parte integrante de la Confederación Benedictina.

## Organización

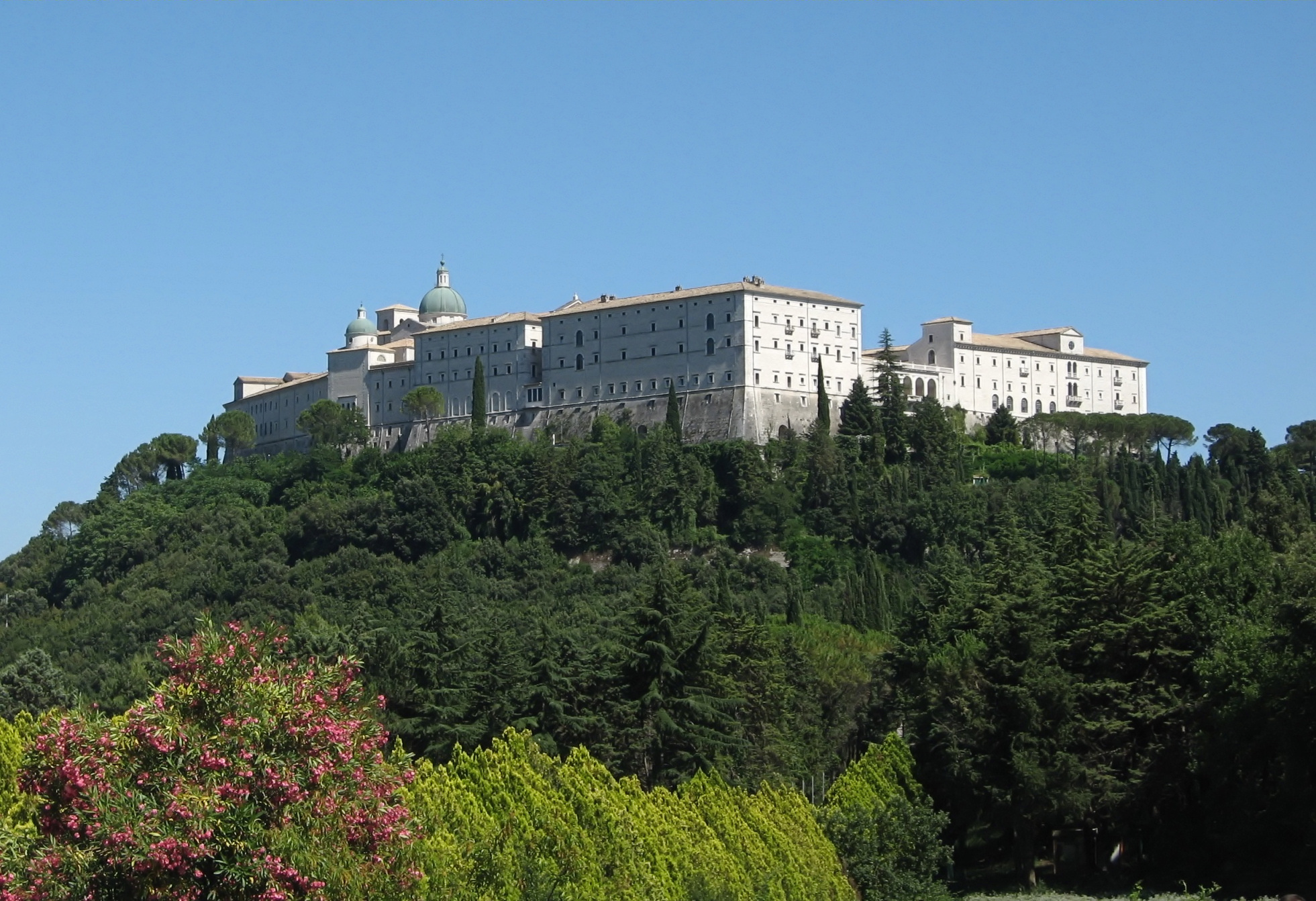
La abadía de Montecasino, donde Benito de Nursia estableció su primer monasterio alrededor del año 529.

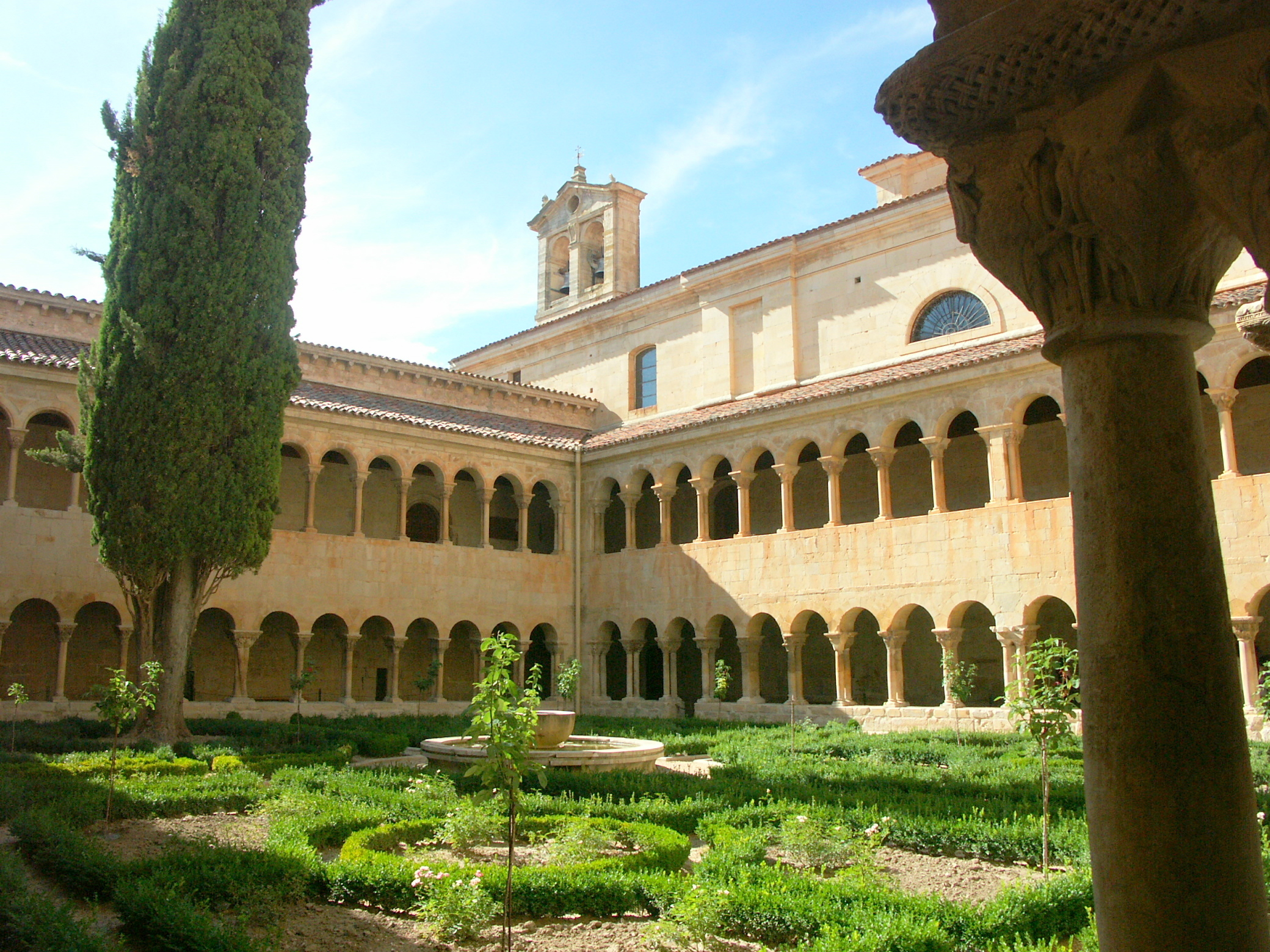
Monasterio de Santo Domingo de Silos, en la provincia de Burgos, España.

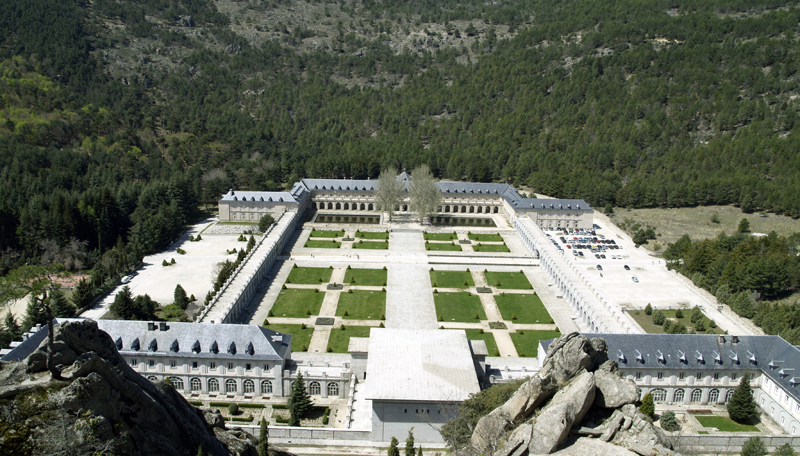
Abadía benedictina del Valle de los Caídos.

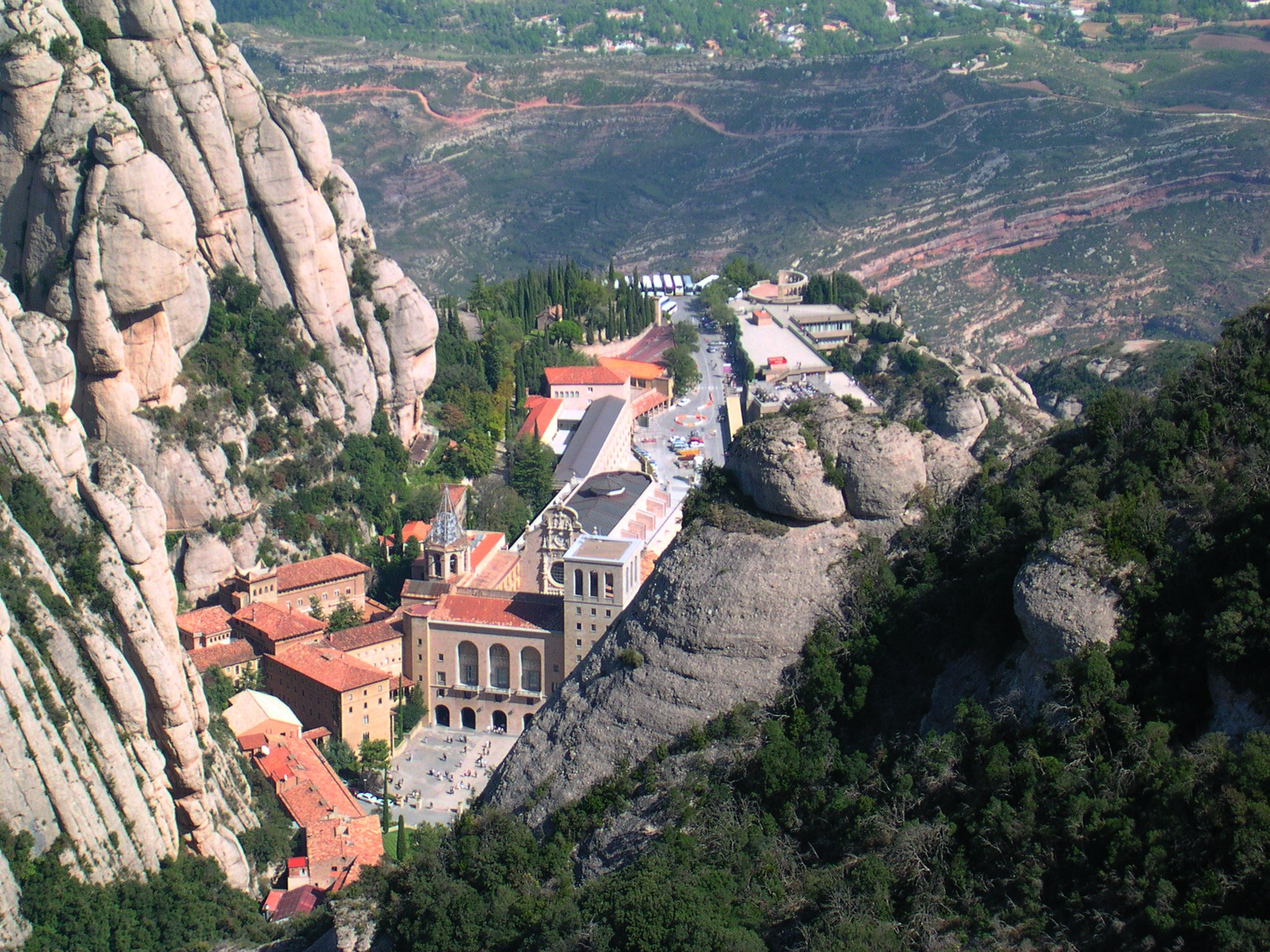
Monasterio de Montserrat, visto desde la roca de Sant Jaume.

Los monasterios benedictinos están siempre dirigidos por un superior que, dependiendo de la categoría del monasterio, puede llamarse prior o abad; este es escogido por el resto de la comunidad. El ritmo de vida benedictino tiene como eje principal el Oficio Divino, también llamado Liturgia de las Horas, que se reza siete veces al día, tal como San Benito lo ordenó. Junto con la intensa vida de oración en cada monasterio, se trabaja arduamente en diversas actividades manuales, agrícolas, etc., para el sustento y el autoabastecimiento de la comunidad.
A nivel internacional, la principal organización de la Orden es la Confederación Benedictina, un cuerpo establecido el 12 de julio de 1893 por el papa León XIII con el breve Summum semper, cuya cabeza es conocida como abad primado.
Esta organización está dividida en congregaciones o federaciones. Los miembros de cada congregación pueden agregar a sus nombres las iniciales "OSB". Las principales congregaciones, con sus respectivas fechas de origen, son: la casinense de Subiaco (1872), inglesa (1336), húngara (1514), suiza (1602), austriaca (1625), bávara (1684), brasileña (1827), la de Solesmes (1837), americano-casinense (1855), beuronense (1873), helvético-americana (1881), la de Santa Odilia (1884), la de la Anunciación (1920), la eslava de San Adalberto (1945), la olivetana (1319), la camaldulense (980), vallombrosana (1036), silvestrina (1231) y la del Cono Sur (1976).
Dentro de cada congregación o federación se encuentran también numerosos monasterios, independientes o confederados, e institutos religiosos y grupos de oblatos que se han agregado a través de estas, a la gran Confederación Benedictina.

### Presencia
Actualmente, la Orden está extendida por todo el mundo, con monasterios masculinos y femeninos. En 2016, según el Anuario Pontificio, había en el mundo 6865 benedictinos, de los cuales 3587 (el 52,8 %) habían sido ordenados presbíteros; además de atender 350 parroquias.

## Congregaciones
Evolución de las principales congregaciones benedictinas.

### 2015
| Congr.                | Sacerdos | Fratres | Totalis |
| --------------------- | -------- | ------- | ------- |
| Americano-Cassinensis | 456      | 259     | 715     |
| Subiaco-Cassinensis   | 536      | 704     | 1240    |
| Ottiliensis           | 338      | 588     | 926     |
| Solesmes              | 386      | 219     | 605     |

### 2010
| Congr.                | Sacerdos | Fratres | Totalis |
| --------------------- | -------- | ------- | ------- |
| Americano-Cassinensis | 523      | 269     | 792     |
| Subiaco-Cassinensis   | 609      | 641     | 1245    |
| Ottiliensis           | 332      | 637     | 969     |
| Solesmes              | 385      | 199     | 584     |

### 2005
| Congr.                | Sacerdos | Fratres | Totalis |
| --------------------- | -------- | ------- | ------- |
| Americano-Cassinensis | 602      | 298     | 900     |
| Subiaco -Cassinensis  | 588      | 572     | 1160    |
| Ottiliensis           | 350      | 641     | 991     |
| Solesmes              | 399      | 228     | 627     |

### 2000
| Congreg.              | Sacerdos | Fratres | Totalis |
| --------------------- | -------- | ------- | ------- |
| Americano-Cassinensis | 711      | 306     | 1017    |
| Subiaco-Cassinensis   | 627      | 528     | 1155    |
| Ottiliensis           | 353      | 670     | 1023    |
| Solesmes              | 439      | 223     | 662     |

### Monasterios benedictinos en España
- Monasterio de Santo Domingo de Silos, en el municipio de Santo Domingo de Silos, en la provincia de Burgos, comunidad autónoma de Castilla y León,
- Monasterio de Santa María de El Paular, en el municipio de Rascafría (Comunidad de Madrid).
- Monasterio de Valvanera, en el municipio de Anguiano (La Rioja (España).
- Abadía del Valle de los Caídos, en el municipio de San Lorenzo de El Escorial (Comunidad de Madrid).
- Monasterio de Montserrat, en la Montaña de Montserrat, Cataluña.
- Monasterio de Leyre, en Navarra.
- Priorato de Nuestra Señora de Montserrat, en la ciudad de Madrid.
- San Lorenzo de Munt, en la Montaña de San Lorenzo de Munt, Cataluña.
- Monasterio de San Cugat del Vallés, en la Ciudad de Sant Cugat del Vallés, Cataluña.
- Monasterio de San Julián de Samos en el municipio de Samos de la provincia de Lugo.
- Monasterio de San Salvador del Monte Irago, en el municipio de Rabanal del Camino en la provincia de León.
- Monasterio de Santa María de Oseira, municipio de Cea, provincia de Orense

### Miembros destacados
Algunos miembros destacados de la orden fueron
- Abad Oliva,
- Alonso de Zamora (monje benedictino),
- Benito de Aniane,
- Berengaudus,
- Gualterio de Pontoise,
- Lamberto de Vence,
- Lesmes de Burgos.
- Rainaldo de Nocera
- Emma de Barcelona

### Miembros científicamente destacados
- Pedro Abelardo (1107 – 1142) Teólogo filósofo, compositor, poeta y monje benedictino francés. Impulsor de la educación escolar en los campos de la lógica, teología, ética, apologética, música.
- Alcuino de York  (724 – 804) Teólogo, escritor, filósofo, matemático, gramático, pedagogo, poeta y sacerdote y beato benedictino inglés.  Fue columna de la etapa carolingia.
- Constantino el Africano. (1020 – 1087) Médico, traductor, escritor y monje benedictino tunecino. Tradujo 37 libros del árabe al latín. Reintrodujo la medicina griega clásica a Europa.
- Anselmo de Canterbury (1033-1109) Teólogo, filósofo, arzobispo, y monje benedictino y doctor de la Iglesia, relevante como el padre del escolasticismo y defensor de que las ideas eran reales.
- Guido de Arezzo   (992 – 1033) Músico y monje benedictino italiano. Padre de la notación musical moderna, y adopción del tetragrama y organización y nombramiento de notas musicales. Se le atribuye la invención de la mano guidoniana que ayuda a una rápida lectura a los cantantes. Incluyendo el hexacordo.
- Beda el Venerable (672 – 735) Monje benedictino, inglés. Conocido como el Padre de la Iglesia Inglesa. Hizo un nuevo cálculo de la edad de la Tierra. Escribió que “la tierra era redonda como una pelota, en oposición a ser redonda como un escudo". La Semana Santa, se debe celebrar en la primera luna de primavera, ya que la tradición sólo conoce la fecha a partir de la Pascua judía. También discute la posibilidad de hacerlo en la luna llena o en el domingo siguiente; lo cual repercute en las demás fiestas que derivan de la Semana Santa.
- Hildegarda de Bingen (1098 – 1179) Naturalista, escritora, compositora musical, filósofa, mística, médica, poeta teóloga, monja, doctora de la iglesia y santa benedictino alemana. Unas 78 obras musicales son de su autoría. Una obra de medicina de 9 tomos sobre las propiedades curativas de las plantas. Otros sobre el origen de las enfermedades y su tratamiento. También el alfabeto de Hildegarda como la creación de su Lingua ignota, que es la primera lengua artificial de la historia, por lo que fue patrona de los esperantistas.
- Benedetto Castelli (1577 – 1643) Físico y matemático y sacerdote benedictino. Aportó la medida del agua corriente.
- Benito Jerónimo Feijoo (1676 – 1764) Polígrafo, feminista y monje benedictino español. Publica “Defensa de las mujeres” en 1726, donde defiende la igualdad intelectual y dignidad y derecho al saber científico y cultural.
- Abón de Fleury (945 – 1004) Matemático, escritor, filósofo, monje benedictino y santo francés. Aportó a la gramática, astronomía, filosofía y matemáticas.
- Ugolino de Forli (1380-1457) Músico, compositor, maestro y monje benedictino, Escribe el tratado musical de cinco libros titulado “Declaratio musicae disciplinae”. Inventó el pentagrama.
- Andew Gordon (1712 - 1751) Filósofo, teólogo, inventor y monje benedictino escocés. Fabricó el primer motor eléctrico (1740). También el molino eléctrico y las campanillas eléctricas.
- Hucbaldo (840-930) Músico, compositor y monje benedictino francés. En sus libros se observan dos líneas que marcaban una distancia de una quinta. Para hacerlo más claro, les da distintos colores: rojo y amarillo. Propuso trazar líneas para aclarar la escritura musical.
- Jean Mabillon (1632 – 1707) Historiador, teólogo y abad benedictino francés. Padre de la diplomática (ciencia histórica que estudia documentos diplomáticos) y paleografía. (Estudios para descifrar y estudiar las escrituras antiguas). 8 obras le son conocidas de su autoría.
- Eilmer de Malmesbury (980 – 1146?) Inventor y monje benedictino. Creó un planeador para intentar volar, lográndolo por 200 metros. Conocido como el monje volador.
- Rábano Mauro (776 – 856) Teólogo, filósofo, escritor, sacerdote benedictino y santo alemán. Escribió juegos de palabras en verso y prosa en forma de estrellas, cruces. A eso se le llamó Caligramas, en el que la tipografía, caligrafía o el texto manuscrito se configura para crear una especie de imagen o poesía visual. Fundó varias escuelas. Escribió muchos libros.
- Pablo el Diácono (710-799) Historiador, músico y monje benedictino. Escribió Historia de los lombardos, de los obispos de Metz, hagiografías, el Himno a san Juan Bautista, tomado como base para la notación musical.
- Teófilo Presbítero. (1070 – 1125) Escritor y monje benedictino alemán. Aportó historiografía del arte en 3 libros.
- Hermann von Reichenau (1013 – 1054) Músico, abad benedictino y santo alemán. Estudió y difundió el uso de los astrolabios y su aplicación en la astronomía (gnómonica) y relojes de sol.
- Walafrido Strabo. (808-849) Teólogo, filósofo, poeta, botánico y monje benedictino alemán. Escribe tratados de botánica, que testimonia su amor hacia las plantas, así como su poema Hortulus, en que describe las flores y plantas del jardín conventual, muchas de ellas medicinales.

## Signos

### Regla de San Benito

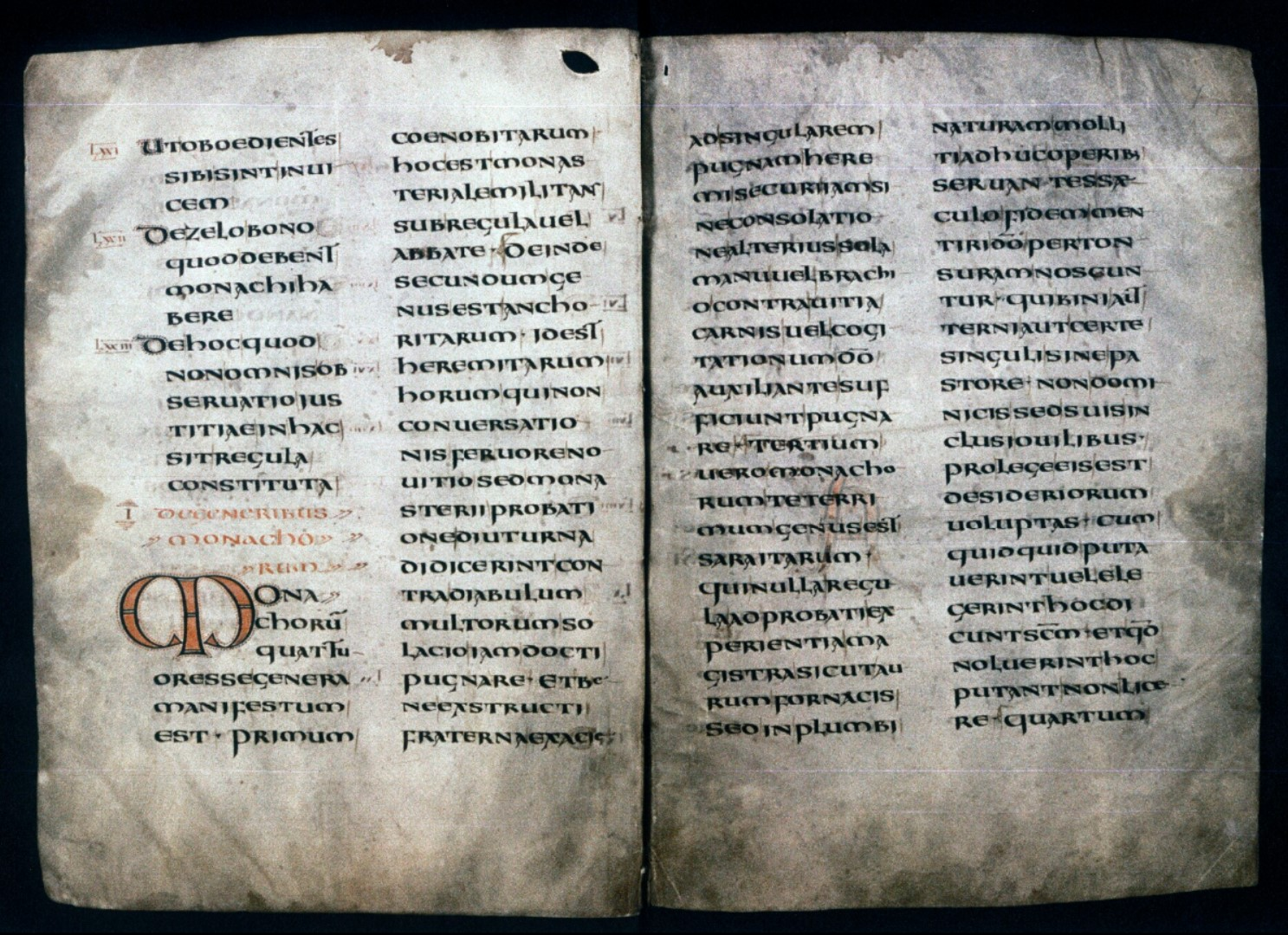
Manuscrito de la Regla de San Benito(códice Hatton)

Benito de Nursia escribió una regla de vida a principios del siglo VI destinada a los monjes de los monasterios fundados por él, sin embargo parece ser que las cenobios de Subiaco no estuvieron de acuerdo con dichas leyes por lo que conspiraron contra el fundador. Benito se trasladó entonces a Montecassino, donde pudo dar comienzo a un nuevo monasterio dispuesto a seguir su regla.
El documento se compone de 73 capítulos. El principal mandato es el ora et labora, con una incisiva organización horaria. Sin olvidarse de la importancia del descanso. Así que de las 24 horas del día, Benito regula que ocho deben dedicarse al trabajo manual, ocho a la oración, especialmente al rezo del oficio divino, y ocho al descanso de los monjes. En la medida que se fue expandiendo el monacato benedictino, la Regla de san Benito se fue imponiendo sobre las demás reglas monásticas existentes. Gracias a la reforma de Benito de Aniane, en el imperio carolingio, no se permitió otra regla de vida monástica que esta.

### Medalla de San Benito

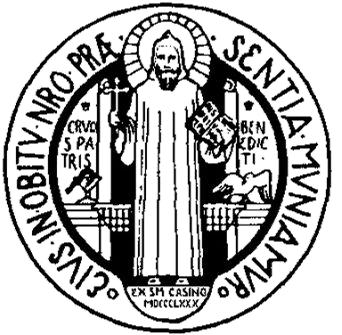
Medalla San Benito

Es una medalla cristiana que contiene símbolos y textos relacionados con la vida de Benito de Nursia, utilizados por los cristianos católicos, anglicanos, luteranos, metodistas y ortodoxos occidentales, que pertenecen a la tradición benedictina, especialmente utilizada por los oblatos de la Orden de San Benito.
Se desconoce exactamente el origen de la medalla, aunque se sabe con certeza que su aparición en tradición benedictina es tardía. La parte frontal del crucifijo se remonta al siglo XI y se dice que el papa León IX la había utilizado; mientras que la el reverso, que lleva la fórmula Vade retro Satana resale al siglo XV. Su uso se extendió a toda la cristiandad especialmente durante el pontificado de Benedicto XIV.

### Hábito
En la Edad Media los monjes benedictinos llevaban camisa de lana y escapulario. El hábito o vestidura superior es negro, por lo que el pueblo los llamó los monjes negros, en oposición a los cistercienses, que llevan túnica blanca y escapulario negro, denominados los monjes blancos.
Así también existen monjes que usan el hábito blanco no por contraposición sino por inspiración, tal es el caso de los monjes benedictinos olivetanos. Según cuenta la tradición la Santísima Virgen le ofreció el hábito blanco y la regla de San Benito a su fundador Bernardo Tolomei. Hay también otras congregaciones que conjugan el hábito blanco con el escapulario negro.

### Las 5 promesas hechas a san Benito
San Benito recibió este mensaje de Dios según una antigua tradición:
1. Esta orden continuará existiendo hasta el fin de los tiempos.
2. La Orden de San Benito, en la batalla final, ofrecerá grandes servicios a la Santa Madre Iglesia, confirmará a muchos en la fe y dará muchos confesores y mártires a la Iglesia.
3. Nadie morirá en la Orden, cuya salvación no sea asegurada y completamente realizada según el. Si el monje empieza a vivir una mala vida y no se corrige, caerá en desgracia, será expulsado de la Orden o la dejará por su propia voluntad. Aquellos que vivan en la Orden tendrán asegurada su salvación.
4. Cualquiera que persiga la Orden de San Benito y no se arrepienta, verá sus días acortados y sufrirá una muerte horrible.
5. Todos los que amen la Orden de San Benito tendrán una muerte feliz.

## Legado
Siguiendo el ejemplo y la inspiración de Benito de Nursia, diversos fundadores de órdenes religiosas han basado la normativa de sus monasterios en la Regla dejada por él, cuyo principio fundamental es Ora et labora, es decir, Oración y Trabajo. Este legado no se agota en el monacato benedictino de la Iglesia católica, sino que también ha inspirado movimientos monásticos en las Iglesias reformadas y en los monasterios ortodoxos occidentales. Incluso, al interno de la Iglesia católica, además de las congregaciones de la confederación, son numerosos los institutos religiosos (órdenes y congregaciones) masculinos y femeninos, que beben de la legislación y espiritualidad benedictina.